# Konkordančnik
Konkordančnik ali programski vmesnik je programska oprema, ki se uporablja v korpusnem jezikoslovju in je potrebna za iskanje po korpusu in obdelavo rezultatov iskanja. Z njegovo pomočjo lahko iščemo po različnih kriterijih, razvrščamo zadetke in jih statistično obdelujemo. Tako lahko na primer preverimo, kako pogosto se pojavlja neka beseda v korpusu, statistično izmerimo pomensko povezanost neke besede ali pa razvrstimo seznam zadetkov po abecednem vrstnem redu.
Za potrebe korpusa Fida in FidaPlus je bil razvit konkordančnik ASP32.